# Lighthouse X
Lighthouse X — датская поп-группа, созданная в 2012 году. В 2016 году представила Данию на Евровидении 2016 в Стокгольме с песней «Soldiers of Love». Не прошли в финал. Главной целью группы являлась благотворительность, ради которой исполнители жертвовали определенную часть своего гонорара. Сорен поддерживал детей и взрослых, страдающих смертельными заболеваниями либо потерявших родных, Йоханнес взрослых и детей с заболеваниями сердца, а Мартин подростков, страдающих ожирением.
В августе 2016 года группа заявила о своём распаде.

## Дискография

### EP
| Название       | Детали                    |
| -------------- | ------------------------- |
| «Lighthouse X» | Дата выхода: Февраль 2015 |

### Синглы
| Год  | Название               | Альбом         |
| ---- | ---------------------- | -------------- |
| 2014 | «Kærligheden kalder»   | «Lighthouse X» |
| 2015 | «Hjerteløst»           | «Lighthouse X» |
| 2015 | «It’s a Brand New Day» | TBA            |
| 2016 | «Soldiers of Love»     | TBA            |